# Vicente Morera Amigó
Vicente Morera Amigó (Silla, 24 gennaio 1919 – Valencia, 26 giugno 1982) è stato un calciatore e allenatore di calcio spagnolo, di ruolo centrocampista.

## Palmarès

### Club

#### Competizioni nazionali
- Campionato spagnolo: 1

Valencia: 1946-1947